# Princeton (Illinois)
Princeton è un comune degli Stati Uniti d'America, situato in Illinois, nella Contea di Bureau, della quale è il capoluogo.